# Daïra de Taoura
La daïra de Taoura est une daïra d'Algérie située dans la wilaya de Souk Ahras et dont le chef-lieu est la ville éponyme de Taoura.